# Euselates laotica
Euselates laotica är en skalbaggsart som beskrevs av Miksic 1974. Euselates laotica ingår i släktet Euselates och familjen Cetoniidae. Inga underarter finns listade i Catalogue of Life.